# جاده ئی۲۶۲ اروپا
جاده ئی۲۶۲ اروپا (به انگلیسی: European route E262) یکی از جاده‌های درجه ۲ قاره اروپا است.
این جاده از شهر کاوناس (لیتوانی) شروع شده و در شهر اوستروف، اوبلاست پسکوف (روسیه) به پایان می‌رسد.